# Middenformaatcamera
De middenformaatcamera is een fotocamera die gebruikmaakt van een groter negatiefformaat dan een kleinbeeldcamera, en kleiner dan een grootformaatcamera. De meest gebruikte film is rolfilm type 120 of 220 met een breedte van 61 millimeter. In sommige modellen kan ook 70mm-film gebruikt worden, digitale versies zijn ook in opkomst. De meest gebruikte negatiefformaten zijn 4,5 x 6 cm, 6 x 6 cm en 6 x 7 cm. Door het grotere negatiefformaat is het mogelijk om hiervan grotere afdrukken te maken voordat de korrel van de film zichtbaar wordt. Het formaat van dit type camera is zodanig dat er nog net mee uit de losse hand kan worden gewerkt, dus zonder statief.
Bekende merken van middenformaatcamera's zijn Fujifilm, Rollei, Hasselblad, Mamiya, Pentax en Bronica (medio 2005 niet meer in productie).

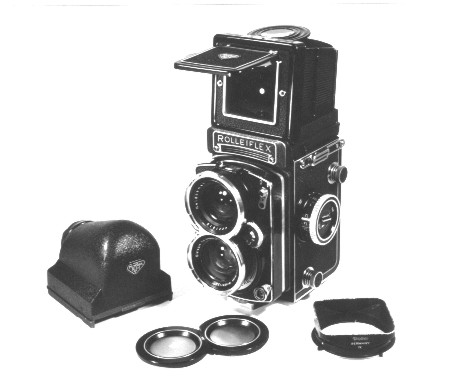
Een Rolleiflex uit de jaren zeventig

Verder kan nog een onderscheid worden gemaakt in de eenoog- en tweeoogreflexen (Twin-Lens-Reflex, TLR). Eerder genoemde merken zijn van de eerste categorie en Rollei en Yashica zijn voorbeelden van de laatste.
TLR-camera's onderscheiden zich van de SLR's doordat er door de bovenste lens wordt scherpgesteld en dat de daadwerkelijke opname door de onderste wordt gemaakt.
Bij dichtbijopnames kan dit leiden tot een parallax verschil. (Je ziet het onderwerp in het midden van het beeld maar het staat niet op de foto of helemaal bovenin).
Doordat er bij een TLR geen spiegel opklapt zoals bij een SLR treden er aanmerkelijk minder geluiden en trillingen op waardoor de aandacht minder snel wordt getrokken en er met langere sluitertijden (minder licht) kan worden gewerkt.
Een ander onderscheid dat kan worden gemaakt tussen de diverse spiegelreflexcamera's in het middenformaatbereik is dat van de spleetsluiter versus de centraalsluiter. De diverse merken hebben meestal een duidelijke voorkeur voor de ene of de andere techniek.

## Digitaal
Een aantal merken levert ook digitale camera's met een beeldsensor groter dan die van kleinbeeld. In de praktijk zijn de gebruikte sensorformaten kleiner dan die van de oorspronkelijke rolfilm, maar ze worden wel digitale middenformaatcamera genoemd.

## Trivia
De camera die bij de maanlandingen door de astronauten gebruikt werd, was een Hasselblad-middenformaatcamera die een speciale extra dunne 70mm-film gebruikte, zodat er niet vaak van magazijn gewisseld hoefde te worden. De camera's waren voorzien van een reseauplaat om de film vlak te houden en om de opnamen achteraf fotometrisch te kunnen gebruiken. De merktekens hiervan zijn op veel maanopnamen te zien.